# Khair ad-Din Barbarossa

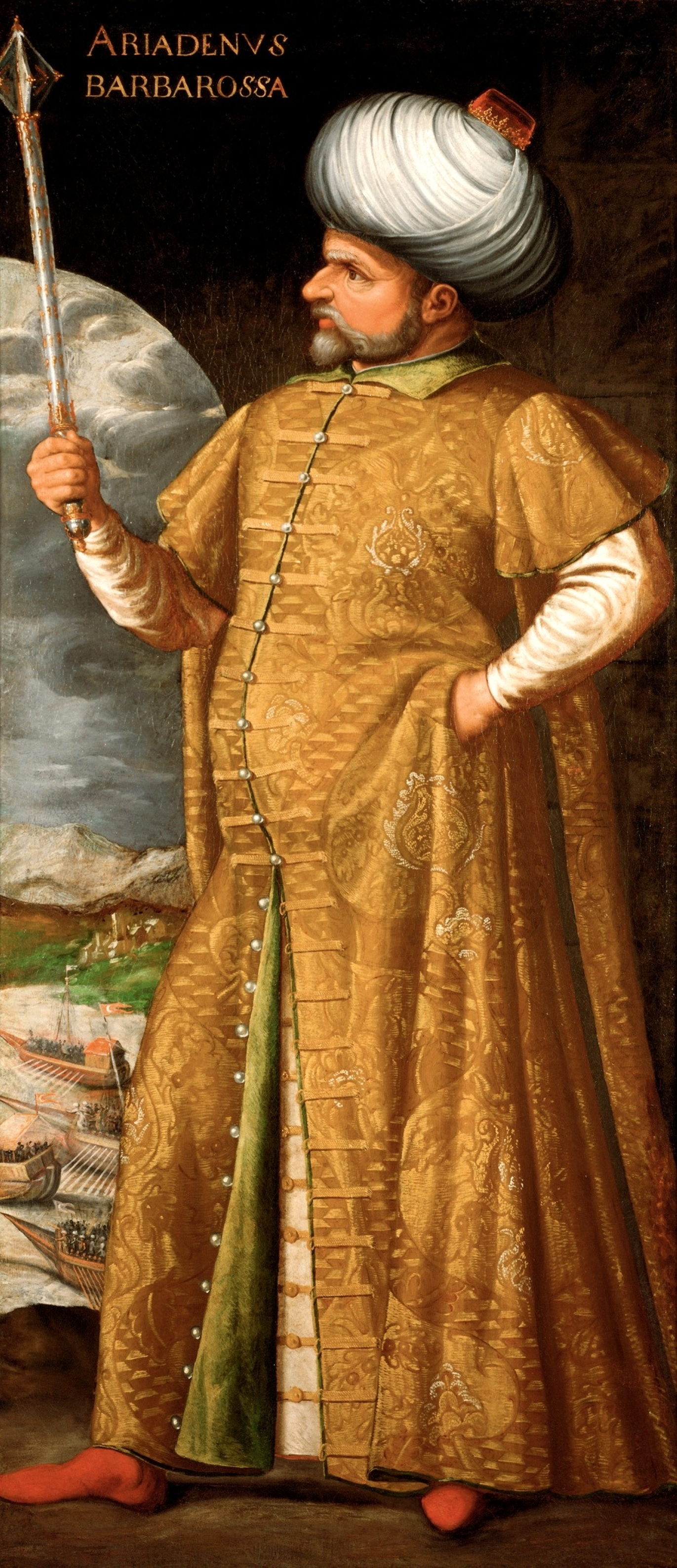
Khair ad-Din Barbarossa, um 1580

Khair ad-Din bzw. Chaireddin, von den christlichen Europäern Barbarossa genannt, (arabisch خير الدين Chair ad-Din, DMG Ḫair ad-Dīn ‚Wohl der Religion‘, eigentlich Khizir, türkisch Hızır, Barbaros Hayreddin Paşa, * um 1478 in Mytilini auf Lesbos; † 4. Juli 1546 in Kostantiniyye/Istanbul) war ein osmanischer Korsar im Mittelmeer, Herrscher von Algier und Admiral des Osmanischen Reiches.

## Kindheit
Khair ad-Din wurde um 1474 als jüngster von vier Söhnen geboren. Nachdem Lesbos 1462 Teil des Osmanischen Reiches geworden war, ließ sich sein Vater Yakub (ein ehemaliger Janitschar oder Sipahi-Soldat) auf der Insel nieder, wo er Catalina, Witwe eines griechischen Priesters, zur Frau nahm. Aus dieser Ehe gingen neben zwei Töchtern noch vier Söhne hervor. Die Söhne hießen, dem Alter nach, Oruç (Arudsch), İlyas, İzhak sowie Hızır (Khair), der als jüngster Sohn seinem Vater in der familieneigenen Töpferei half. Erst um das Jahr 1500 herum verließen Hızır mit sechsundzwanzig Jahren und sein vier Jahre älterer Bruder Oruç Lesbos in Richtung Nordafrika.

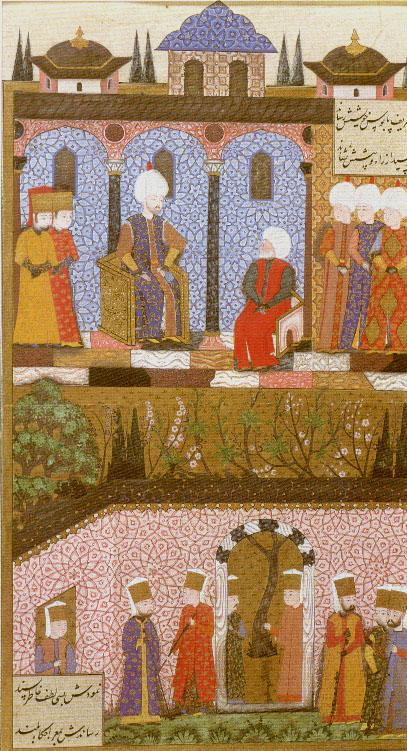
Khair ad-Din zur Audienz bei Sultan Süleyman I.

## Auf dem Weg zum Kaptan-ı Derya
Unter der Führung von Oruç verstanden sie es, sich in kürzester Zeit eine eigene schlagkräftige Korsarenflotte aufzubauen, mit der sie das westliche Mittelmeer heimsuchten. Schwerpunkte ihrer erfolgreichen Raubzüge, die sie vom Golf von Tunis aus unternahmen, waren die Meerenge von Sizilien sowie die Küsten Kalabriens, Sardiniens sowie Korsikas. Khair ad-Din und sein Bruder Oruç gehörten im Jahre 1510 zu den reichsten Männern des Mittelmeeres und befehligten insgesamt acht Galeoten. Basierend auf ihrem Erfolg als Korsaren eroberte er mit seinem Bruder Arudsch 1516 Algerien und wurde nach dessen Tod 1518 Bey von Algier (1518–1546), dessen Hafen fortan als Ausgangspunkt für die Kontrolle und Beherrschung der ostwestlichen Seewege im westlichen Mittelmeer diente. Khair ad-Din erkannte die Oberhoheit der Osmanen an und wurde im Gegenzug vom osmanischen Sultan Süleyman I. zum Pascha ernannt. Fortan galt er als Generalgouverneur von Algier, was gleichbedeutend damit war, dass die Besetzung dieser Gebiete an der nordafrikanischen Küste von der Hohen Pforte in Istanbul zum ersten Mal als Tatsache anerkannt wurde. Khair ad-Din konnte mit osmanischer Militärhilfe 1529 die Spanier aus Bône und Constantine vertreiben.
Dank seiner erfolgreichen Raubzüge wurde er im August 1533 von Süleyman zum Oberbefehlshaber der osmanischen Mittelmeermarine (Kaptan-ı Derya) ernannt. Den Winter 1533/34 verbrachte er in Istanbul, wo er sein Augenmerk auf die Reorganisation der hauptstädtischen Werft am Goldenen Horn richtete. Mit der Unterstützung des Großwesirs Makbul Ibrahim Pascha machte sich Khair ad-Din daran, die Werften der osmanischen Marine umzugestalten, auf deren Gelände er sich den ganzen Winter über aufhielt, um somit keine Zeit zu verlieren. Das hierbei verfolgte Ziel war die Neugestaltung der osmanischen Kriegsflotte sowie das Entwerfen und Planen neuer Schiffe. So ist aus dem Jahre 1543 von Jean Chesneau, dem französischen Sekretär in Istanbul, überliefert: „Die Überlegenheit der Türken auf dem Meer geht auf Khair ad-Dins ersten Winter in den Werften dieser Stadt zurück.“

## Erste Unternehmungen als Großadmiral
Nachdem den ganzen Winter hindurch gearbeitet worden war, stach Khair ad-Din als Großadmiral der erneuerten osmanischen Kriegsflotte im Juli 1534 mit insgesamt vierundachtzig Galeeren und Galeoten vom Goldenen Horn aus in See. Ziel der Flotte war es, brandschatzend die südliche Westküste Italiens bei Reggio beginnend nordwärts durch das Tyrrhenische Meer bis hin nach Sperlonga zu ziehen, um anschließend beladen mit Sklaven und anderen Beutestücken in die Hauptstadt des Osmanischen Reiches zurückzufahren. Noch bis in den Spätherbst 1534 suchten die osmanischen Schiffe die Gewässer und Küsten Italiens heim. Khair ad-Din selber wandte sich jedoch nach Südwesten mit Kurs auf den Golf von Tunis, wo es ihm im August 1534 unter Beihilfe der ihm zur Seite gestellten Janitscharen gelang, unter geringem Widerstand die Stadt einzunehmen und sie in den Herrschaftsbereich der Osmanen einzugliedern.

## Kampf um Tunis

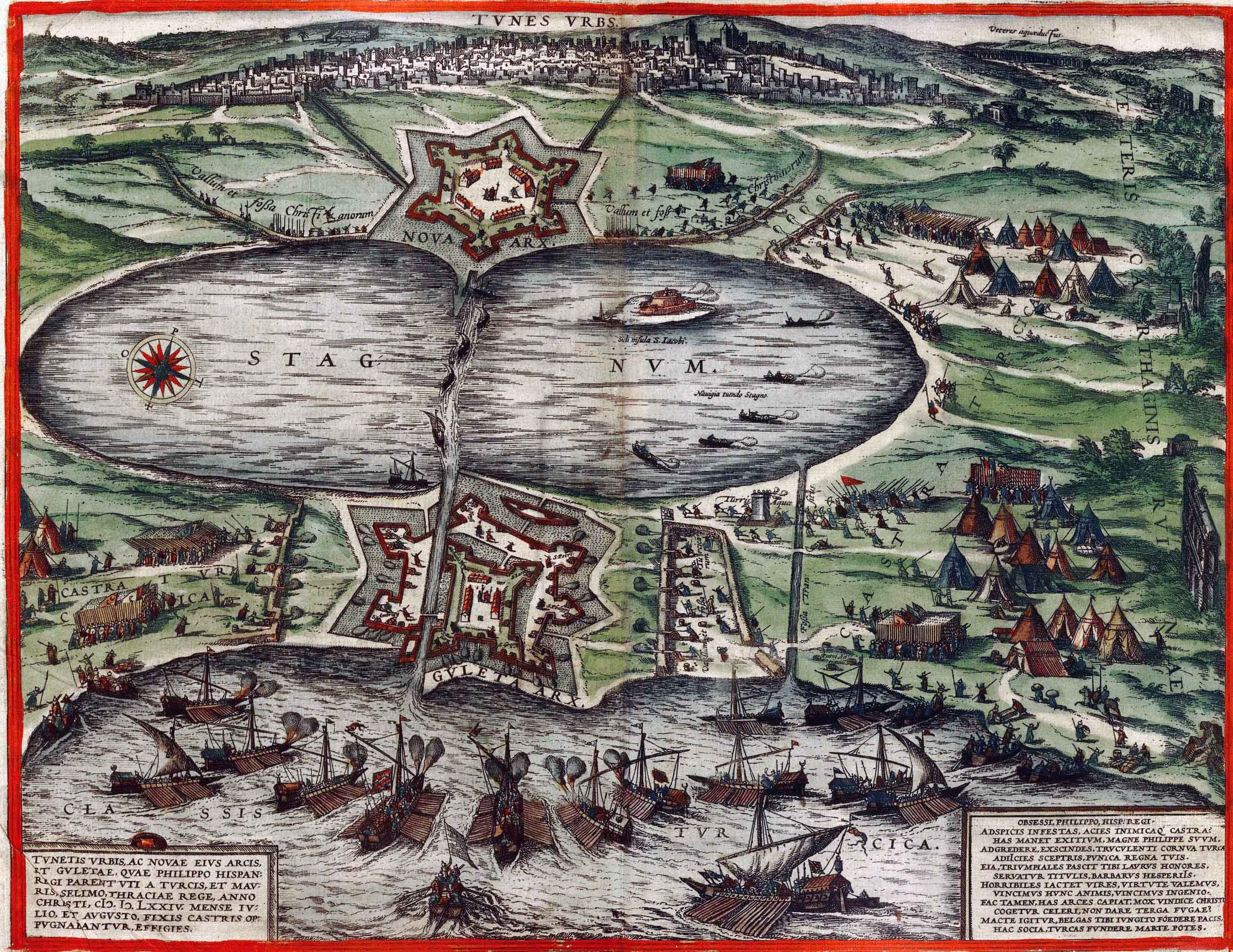
Tunis 1535

Karl V. konnte die Besetzung Tunis seitens der Osmanen auf keinen Fall akzeptieren, da zwischen Sizilien und der nordafrikanischen Stadt weniger als einhundert Seemeilen liegen und die Insel somit der permanenten Gefahr ausgesetzt gewesen wäre, seitens der Korsaren überfallen zu werden, ohne sie effektiv beschützen zu können. Ende Mai 1535 brach er mit seiner Flotte von Barcelona aus auf und traf am 14. Juni mit rund sechshundert Schiffen in Tunis ein. Noch am selben Tag begann die Belagerung der Stadt, an der auch die Ritter des Johanniterordens von der Insel Malta beteiligt waren. Als am 20. Juni zwölftausend christliche Gefangene in Tunis meuterten und die Situation für Khair ad-Din immer hoffnungsloser wurde, sah er sich gezwungen, die Stadt aufzugeben und sich nach Bône abzusetzen. Zwar war die Meuterei der Sklaven ausschlaggebend für den Sieg Karls, doch muss ausdrücklich auf die Johanniterritter hingewiesen werden, deren Einsatz im Kampf um die Stadt erheblich zum Sieg beitrug und selbst seitens der Osmanen respektiert wurde.
Karl hatte zwar sein Ziel erreicht, Tunis zugunsten Spaniens zurückzuerobern, so dass dieses keine Gefahr für den christlichen Schiffsverkehr durch die Meerenge von Sizilien mehr darstellte, er versäumte es jedoch, Khair ad-Din nachzusetzen und ihn mit der überlegenen spanischen Flotte auf dem Schlachtfeld zu stellen und entscheidend zu schlagen. Dies ist entweder auf den Umstand zurückzuführen, dass Tunis zu einer dreitägigen Plünderung freigegeben wurde (an dieser waren alle christlichen Soldaten, Söldner und Sklaven einschließlich der Johanniterritter beteiligt), oder dass Karl seine Truppen nicht für stark genug hielt, um den Kampf gegen Khair ad-Din fortzusetzen.
Doch anstatt sich, wie seitens der Spanier vermutet, in die Levante zurückzuziehen, stach Khair ad-Din zum Gegenschlag mit fünfzehn Galeoten aus Bône auf nordwestlichem Kurs in Richtung der Balearen in See. Während Andrea Doria auf Befehl Karls V. die nordafrikanische Küste nach ihm absuchte, griff er mit seinen Flotten die im Norden der Insel Menorca gelegene Hafenstadt Maó an, nahm sechstausend Soldaten gefangen und eignete sich noch eine Menge an Geschützen an, als Ersatz für die in der Schlacht um Tunis verloren gegangenen Kanonen.
Trotz des vorläufigen Verlustes von Tunis, das 1574 wieder von den Osmanen zurückerobert werden sollte, gelang es Khair ad-Din, sich in Algerien zu behaupten und die Stämme des Hinterlands zu unterwerfen sowie seine Eroberungen im Mittelmeer fortzusetzen.

## Die Serenissima wird zurückgedrängt
Viele der Ägäischen Inseln, wie beispielsweise Kreta, waren um das Jahr 1535 im Besitz der Republik Venedig und wurden durch die Osmanen und ihre Flotte nicht behelligt. Die „Serenissima“ und die Hohe Pforte unterhielten zu dieser Zeit freundschaftliche Beziehungen. Doch trotz des zwischen den beiden Mächten herrschenden Friedens wurden Handelsschiffe des Sultans auf ihrer Fahrt zwischen Istanbul und Nordafrika vermehrt von den Venezianern überfallen und die Besatzungen in die Sklaverei verschleppt. Diesen Friedensbruch konnte die osmanische Führung nicht akzeptieren, so dass im Spätherbst 1535 Khair ad-Din in die osmanische Hauptstadt berufen wurde. In Istanbul angekommen, betraute ihn Sultan Süleyman I. mit der Aufgabe, die christlichen Mächte aus der Levante, der Ägäis sowie dem Adriatischen Meer zu vertreiben, um hierdurch die Seewege in der Nähe des osmanischen Herrschaftsbereiches wieder unter Kontrolle zu bekommen. Dies hatte zur Folge, dass das ganze Jahr 1536 hindurch auf den Werften und in den Waffenfabriken Istanbuls ein reger Betrieb zur Wiederaufrüstung der osmanischen Kriegsflotte herrschte. Nachdem die Arbeiten im Mai 1537 beendet waren, führte Khair ad-Din die türkische Flotte, die aus mehr als einhundert Galeeren bestand, ins Mittelmeer und suchte die Küste Apuliens heim. Bei den Plünderungen erbeuteten die Osmanen rund 400.000 Goldstücke sowie Tausende Sklaven.

### Die Schlacht von Preveza
Angesichts dieser Bedrohung veranlasste Papst Paul III. im Februar 1538 die Bildung einer Heiligen Liga aus seinen Streitkräften sowie denen Spaniens und Venedigs, um den osmanischen Überfällen zu begegnen und ad-Dins Seestreitmacht zu stellen. Am 28. September trafen beide Flotten nahe der Hafenstadt Preveza aufeinander. Das Aufgebot der Heiligen Liga bestand aus 302 Schiffen (162 Galeeren und 140 Barken), wovon unter anderem 55 Galeeren von der Republik Venedig, 49 von Spanien sowie 27 vom Kirchenstaat und dem Johanniterorden gestellt waren. Andrea Doria, der genuesische Admiral im Dienste Kaiser Karls V., hatte den Oberbefehl. Dem gegenüber stand das osmanische Geschwader, das zu dieser Zeit eine Gesamtzahl von 122 großen und kleinen Galeeren umfasste. Die Seeschlacht von Preveza sah schließlich die Osmanen als Sieger: Zwar hatten sie etwa 400 Tote und 800 Verwundete zu beklagen, verloren aber keine Schiffe. Im Gegenzug konnten sie mehrere Schiffe der Liga versenken, in Brand stecken oder erobern und insgesamt rund 3.000 Leute gefangen nehmen.
Die Niederlage der christlichen Flotte hatte zur Folge, dass zahlreiche der zuvor venezianischen Inseln (z. B. Naxos, Kasos, Tinos und Karpathos) unter osmanische Herrschaft fielen, andere waren dem Sultan in Istanbul fortan zum Tribut verpflichtet. Für Venedig selbst bedeutete die gut gebaute und bemannte osmanische Flotte unter der Führung Khair ad-Dins eine permanente Bedrohung, die auf keinen Fall in einen Konflikt münden durfte, da dies nur schwerwiegende Folgen für den überseeischen Handel bedeutet hätte.

## Allianz mit Frankreich

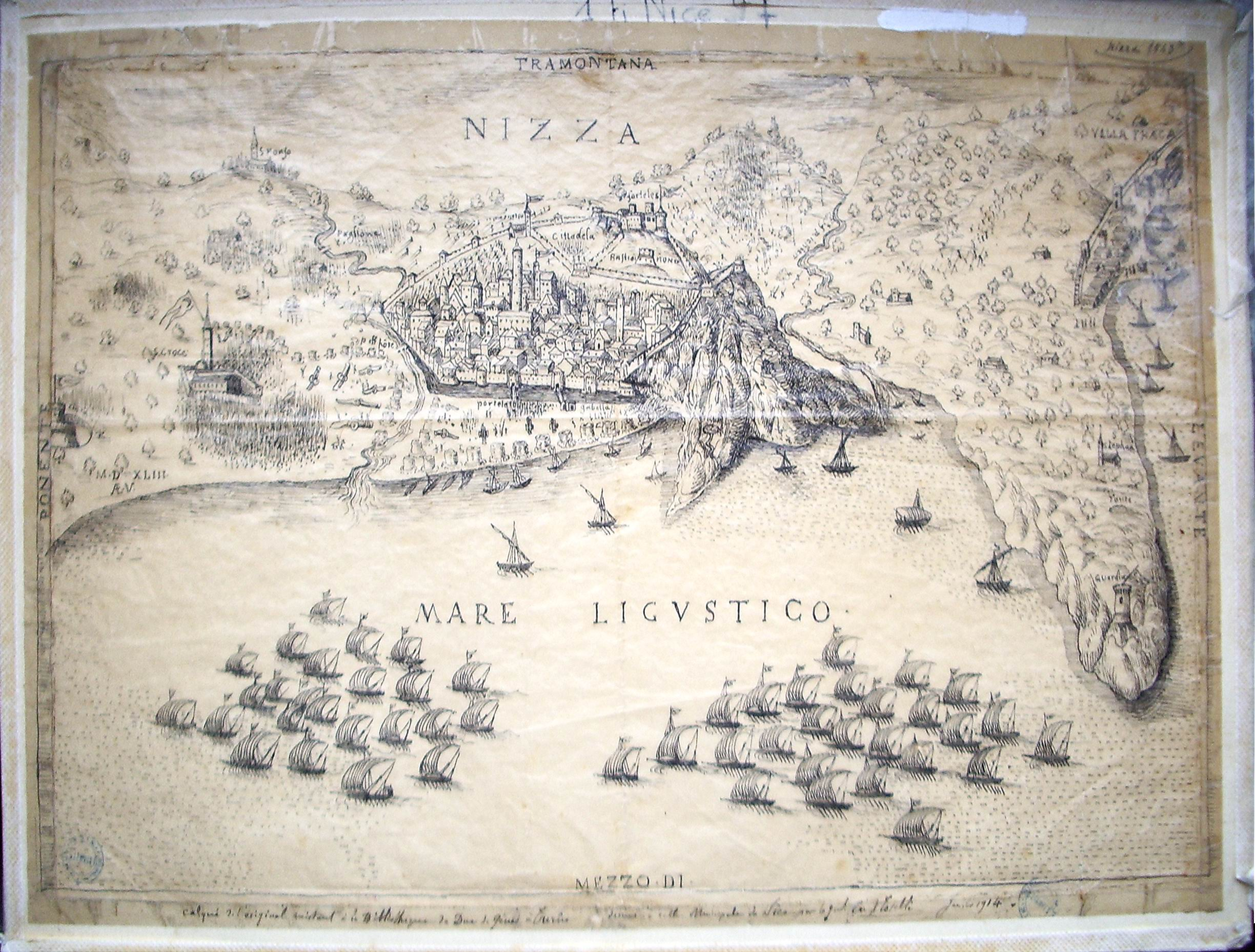
Die osmanische Flotte vor Nizza 1543

Nachdem Khair ad-Din die osmanische Vormachtstellung sowohl im östlichen als auch im westlichen Mittelmeer gesichert hatte, waren seine letzten Jahre als Kaptan-ı Derya der osmanischen Flotte durch das Bündnis zwischen Frankreich und dem Osmanischen Reich (der sog. „unheiligen Allianz“) gekennzeichnet. Für Khair ad-Din und seinen Herrn, Sultan Süleyman I., schien eine militärische Zusammenarbeit zwischen den beiden Mächten nur Vorteile zu beinhalten, denn alles, was zur Schwächung und Auflösung der Macht Spaniens beitrug, konnte für die Osmanen nur von Nutzen sein. So war es für die osmanische Führung naheliegend, sich mit dem französischen König Franz I. gegen Karl V. zu verbünden, wobei diese Allianz urkundlich nie fixiert wurde, was auf die Furcht der Franzosen vor der propagandistischen Wirkung eines derartigen Vertrages im übrigen Abendland zurückzuführen ist.
Nach dringlichem Ersuchen Franz I. segelte Khair ad-Din im Sommer des Jahres 1543 auf Befehl Sultan Süleymans I. mit einer Flotte von einhundert Galeeren in Richtung Frankreich mit dem Ziel, den Herrschaftsgebieten des spanischen Königs so viel Schaden wie nur möglich zuzufügen. Nachdem Reggio geplündert worden war, belagerte und eroberte Khair ad-Din mit seinen Streitkräften die nördlich von Neapel gelegene Burg der Stadt Gaeta und zog anschließend mit seiner Flotte nordwärts zum Treffpunkt mit den französischen Seestreitkräften vor Marseille. Die vereinte französisch-osmanische Flotte eroberte im September Nizza, wobei die Erstürmung der Stadt hauptsächlich den osmanischen Belagerungsgeschützen zu verdanken war, musste die Belagerung der Zitadelle jedoch beim Herannahen eines kaiserlichen Ersatzheeres aufgeben (siehe Belagerung von Nizza (1543)). Bevor sich Khair ad-Din mit der osmanischen Flotte zur Überwinterung nach Toulon zurückzog, schickte er ein Geschwader Galeeren mit dem Auftrag aus, Städte und Häfen an den Küsten Kataloniens zu plündern, um hierdurch dem ihm auferlegten Auftrag nachzugehen, im Herrschaftsbereich Karls V. so viel Schaden wie nur möglich anzurichten. Erwähnenswert ist die Disziplin der osmanischen Streitkräfte und ihr friedliches Zusammenleben mit der Stadtbevölkerung Toulons, das durch einen Besucher der Stadt wie folgt geschildert wird: „In Toulon könnte man sich in Konstantinopel wähnen, jeder geht mit der größten Selbstverständlichkeit seinen Geschäften nach … Noch nie haben Truppen sich eines so korrekten Auftretens befleißigt.“ Es entbehrt nicht einer gewissen Ironie der Geschichte, dass im katholischen Frankreich osmanische Schiffe vor Anker lagen, deren Ruderer zum großen Teil versklavte Italiener, Spanier und sogar Franzosen waren. Die Macht Khair ad-Dins und somit letztendlich auch des osmanischen Sultans wurde dem restlichen Europa nie so deutlich vor Augen geführt wie in jenem Winter 1543/1544.
Im Frühling des Jahres 1544 stach Khair ad-Din mit der osmanischen Flotte von Toulon aus wieder Richtung Istanbul in See und überfiel, nachdem er französisches Hoheitsgebiet verlassen und spanisches wieder erreicht hatte, die Insel Elba und die Insel Procida vor Neapel und plünderte Ischia. Die Kriegsschiffe der Osmanen waren bei ihrer Ankunft in Istanbul mit Gold und Sklaven, Beutestücken aus Italien und Spanien, Geld und Geschenken aus Frankreich sowie eingesammelten Tributzahlungen der Inseln des Ionischen Meeres und der Ägäis gefüllt.

## Tod und Bedeutung Khair ad-Dins

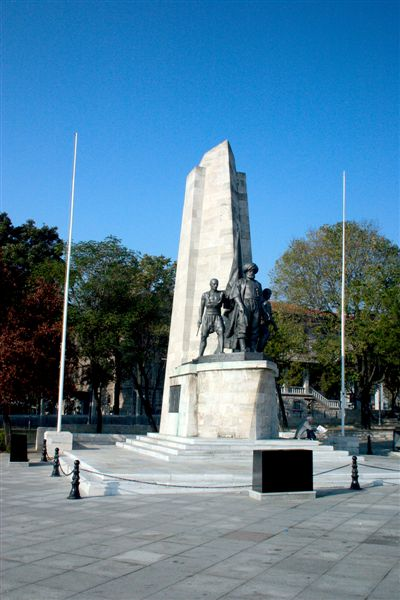
Denkmal Khair ad-Dins im Istanbuler Stadtteil Beşiktaş

Khair ad-Din starb am 4. Juli 1546 im Alter von ca. 70 Jahren in seinem Palast am Bosporus an Fieber. Er wurde in seinem Mausoleum im heutigen Barbaros Park des Istanbuler Stadtteils Beşiktaş beigelegt. Auf seinem Grab wurde in arabischer Sprache eingraviert: „Es starb der Herr des Meeres.“ In dem von Sinan errichteten Mausoleum wurden später die neuen Kapudan Paschas ernannt. Die türkische Flotte sollte dort fortan vor jeder Expedition Salutschüsse abfeuern.
Im Jahre 1944 wurde zu seinen Ehren unmittelbar neben seinem Grab ein Denkmal errichtet, auf dessen Rückseite folgende Zeilen vom türkischen Dichter Yahya Kemal Beyatlı stehen:
Deniz ufkunda bu top sesleri nerden geliyor?
Barbaros, belki, donanmayla seferden geliyor!
Adalar'dan mı? Tunus'dan mı, Cezayir'den mi?
Hür ufuklarda donanmış iki yüz pare gemi
Yeni doğmuş aya baktıkları yerden geliyor;
O mübarek gemiler hangi seherden geliyor?
Woher kommen die Kanonengeräusche vom Meereshorizont?
Barbaros, vielleicht, der mit seiner Flotte von einer Fahrt zurückkehrt!
Von den Inseln? Aus Tunesien, aus Algerien?
Zweihundert auf offenem Meer fahrende Schiffe
Kommend aus Richtung des aufgehenden Mondes,
Aus welcher Morgendämmerung kommen diese gesegneten Schiffe?
Khair ad-Din hinterließ dem Osmanischen Reich eine wohlorganisierte nordafrikanische Provinz und sicherte 30 Jahre lang die maritime Dominanz der Osmanen. Im türkischen Bewusstsein gilt er als Nationalheld.